# Jason Brooks
Jason Maxwell Brooks (ur. 10 maja 1966 w Colorado Springs) − amerykański aktor i producent filmowy i telewizyjny. Odtwórca roli kalifornijskiego ratownika Seana Monroe w serialu Słoneczny patrol (Baywatch, 1999–2001).

## Życiorys

### Wczesne lata
Urodził się w Colorado Springs w stanie Kolorado jako najmłodszy z trójki rodzeństwa. Kiedy miał 7 lat wraz z rodziną przeprowadził się do Los Angeles w Kalifornii, gdzie spędził większą część swego dzieciństwa. Ukończył Magisterskie Studia Menedżerskie na uczelniach University of Arizona oraz San Diego University. W wieku dwudziestu jeden lat wspólnie z przyjacielem założył Island Yogurt, sukcesywne przedsiębiorstwo, które specjalizowało się w produkcji beztłuszczowych jogurtów.

### Kariera
W 1990 znalazł agenta i mając 24 lata rozpoczął karierę aktorską, co umożliwiło mu występowanie w sztukach teatralnych, m.in. Śmierć komiwojażera, Myron i Johnny On the Spot, a także w stand-upie. Po występie w filmie Alberta Pyuna Kapitan Ameryka (Captain America, 1990) z Mattem Salingerem i telewizyjnym horrorze I’m Dangerous Tonight (1990) w reżyserii Tobe’a Hoopera u boku Anthony’ego Perkinsa, przyjął rolę sympatycznego złoczyńcy Petera Blake’a w operze mydlanej stacji NBC Dni naszego życia (Days of Our Lives, 1993–1996). 
Okazjonalnie zajmował się modelingiem. W 1995 był na okładce grudniowego wydania magazynu „Playgirl”.
W czwartym sezonie sitcomu Przyjaciele (Friends, 1997) wystąpił jako przystojny klient Rick, który stał się powodem utraty pracy Phoebe Buffay. Następnie grał gościnnie w serialach, w tym Statek miłości: Następna fala (The Love Boat: The Next Wave, 1998) i Kameleon (The Pretender, 1999–2000).

## Życie prywatne
20 lutego 1994 zawarł związek małżeński z Corinne Olivo. Mają dwóch synów.

## Filmografia

### TY
- Doogie Howser, lekarz medycyny (Doogie Howser, M.D., 1990) jako Greg
- Dni naszego życia (Days Of Our Lives, 1993–1996) jako Peter Blake
- Przyjaciele (Friends, 1997) jako Rick
- Statek miłości (The Love Boat, 1998) jako Luke Staley
- Kameleon (The Pretender, 1999–2000) jako Thomas Gates
- Słoneczny patrol (Baywatch, 1999–2001) jako Sean Monroe / Brown Goodman
- Czarodziejki (Charmed, 2002) jako Bacarra
- Agenci NCIS (NCIS, 2003) jako Major Marines Danny O’Donnell
- CSI: Kryminalne zagadki Miami (2003) jako Carl Purdue1999–2001
- JAG (serial telewizyjny) jako Pierwszy Porucznik John Ditullio
- Orły z Bostonu (Boston Legal, 2005) jako Justin Murray
- CSI: Kryminalne zagadki Nowego Jorku (2006) jako Paul White
- Nie ma to jak hotel (The Suite Life of Zack and Cody, 2007) jako Dakota Smith
- Podkomisarz Brenda Johnson (2007) jako Scott Mason
- Las Vegas (2008) jako Barry Limnick
- Bez śladu (Without a Trace, 2008) jako Connor Banes
- Zaklinacz dusz (Ghost Whisperer, 2009) jako Jeremy Bishop
- Castle (serial telewizyjny) (2009) jako Ian Harris
- Zabójcze umysły (Criminal Minds, 2010) jako John Vincent Bell
- CSI: Kryminalne zagadki Las Vegas (2010) jako Simon Rose
- Switched at Birth (Zamienione przy urodzeniu, 2011) jako Bruce

### Filmy fabularne
- Opowieść wigilijna (A Carol Christmas, 2003) jako John Joyce
- Tajemnicza kobieta: Sekrety Dzikiego Zachodu (Mystery Woman: Wild West Mystery, 2006) jako Jeb Fletcher
- Derby (You've Got a Friend TV, 2007) jako Jeff Graham
- Christmas Spirit (TV, 2011) jako Tom
- Cziłała z Beverly Hills 3 (Beverly Hills Chihuahua 3: Viva La Fiesta!, 2012) jako pan Montague
- The Perfect Boyfriend (TV, 2013) jako Chuck
- Inwazja krwiożerczych pijawek (Blood Lake: Attack of the Killer Lampreys, TV 2014) jako Michael

### Gry wideo
- Murdered: Soul Suspect (2014)